# Burnai Mulya
Burnai Mulya is een bestuurslaag in het regentschap Ogan Komering Ulu van de provincie Zuid-Sumatra, Indonesië. Burnai Mulya telt 2186 inwoners (volkstelling 2010).